# أريز إيفانز
أريز إيفانز (أو رايس إيفانز؛ 1607–حوالي 1660) مدعي نبوة ومتعصب ويلزي.

## حياته
وُلِد إيفانز حوالي عام 1607 في أبرشية لانجليين وتدرب على يد خياط في ريكسهام. أثناء إقامته في ويلز، رأى رؤى وأحلامًا نبوية، والتي تعززت عندما ذهب إلى لندن في عام 1629. وفي لندن، بذل جهودًا عبثية لتحذير الملك تشارلز الأول من المخاطر التي قد يتعرض لها، لكنه نجح في إخبار إيرل إسيكس وجهًا لوجه بترقياته المستقبلية. أصبح إيفانز مهتمًا بالطوائف المتنوعة التي ازدهرت في ظل الحرية الجديدة التي منحها حكم تشارلز الأول، وعارض معظمها، وخاصة مبادئ الملكية الخامسة.
قُبض عليه وسجن في عام 1650 تقريبًا في سجن نيوجيت بتهمة انتحال شخصية المسيح.